# Creme Fatale
Creme Fatale es una drag queen y personalidad de Internet estadounidense. En 2018 inició el hashtag #wheresthetransformationsis, que da visibilidad a las mujeres dentro del arte drag, quienes muestran su transformación a través de la vestimenta y el maquillaje.

## Vida y carrera
Creme creció con un fuerte interés por el mundo artístico desde una temprana edad, experimentando con artes como el teatro o la pintura desde una etapa temprana, pero sin encontrar una que terminara de atraerle. No fue hasta que descubrió a RuPaul y las películas de John Waters que descubrió su amor por el arte drag.
En un principio dudó sobre si una mujer podría dedicarse al drag o trabajar como drag queen, pero esto cambió a medida que se adentró en la escena drag de San Francisco, con una larga tradición de décadas de mujeres haciendo drag, a veces llamadas hyperqueens. Comenzó a actuar en torno a 2014, iniciando con un estilo Club Kid, adoptando después un estilo más femenino.
En junio de 2018 trabajó como maquilladora para el show "Inferno A-Go-Go" de la concursante de RuPaul's Drag Race BenDeLaCreme. Así mismo, previamente actuó de forma regular junto a la artista Sasha Velour y participó en la serie web de YouTube Transformations, presentada por James St. James. En octubre de 2021 apareció en la revista On Makeup Magazine, fotografiada por Albert Sanchez.
Creme Fatale ha sido nombrada como un referente por multitud de artistas drags, entre ellas HoSo Terra Toma, Daya Bee-Dee, Ivory Onyx y Blakk Velvet.

## Vida personal
Creme Fatale es una mujer cisgénero.